# Seznam společností Evropské unie

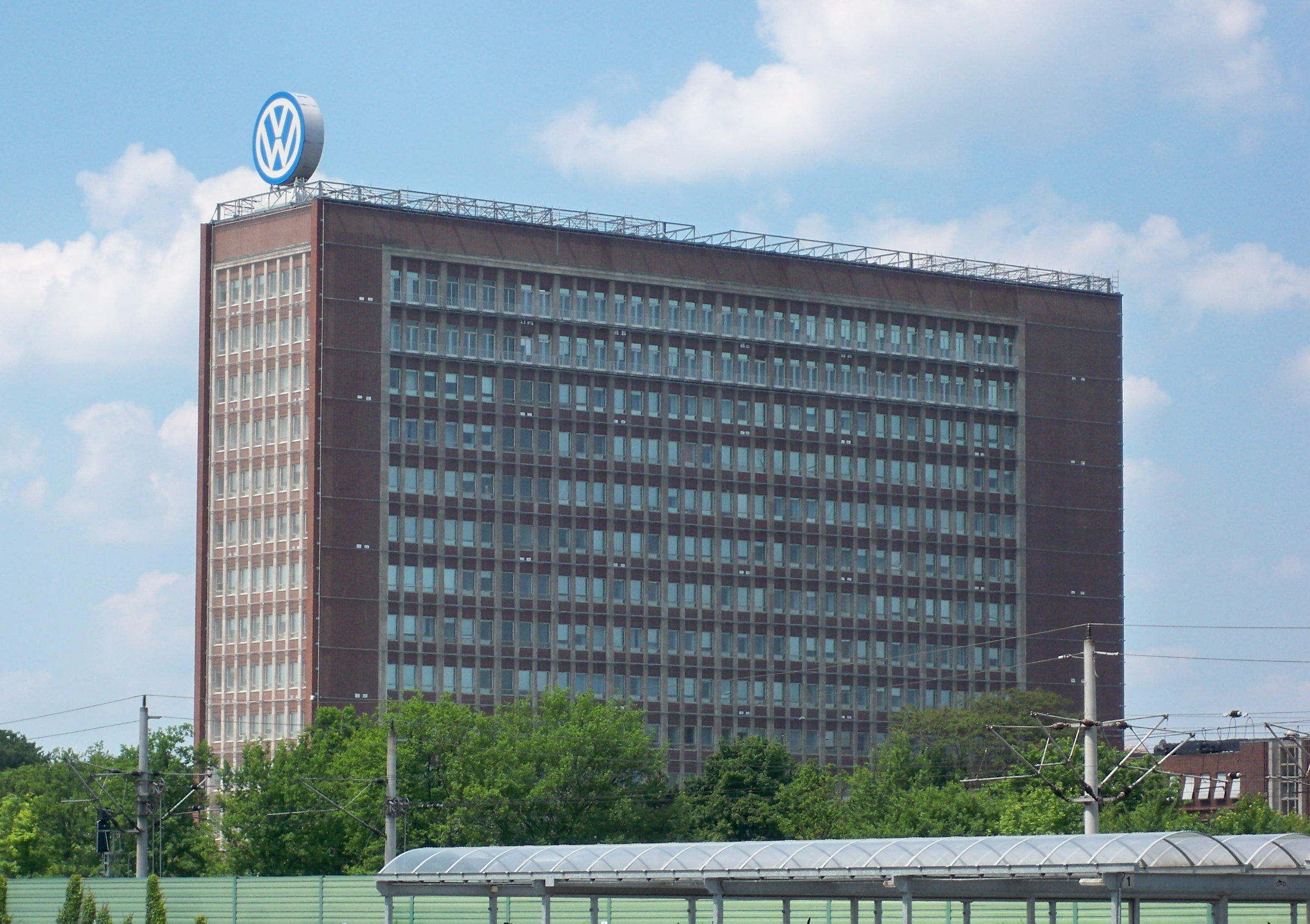
Sídlo Volkswagen AG ve Wolfsburgu v Německu

Toto je seznam významných evropských společností. 
Volkswagen je podle tržeb největší společností v Evropské unii a největším výrobcem automobilů na světě.

## Podle tržeb
Níže je uveden seznam 50 největších společností Evropské unie v roce 2022, seřazených podle tržeb v miliardách amerických dolarů.
| Pořadí | Společnost             | Průmysl                                           | Sídlo                          | Tržby ($) |
| ------ | ---------------------- | ------------------------------------------------- | ------------------------------ | --------- |
| 1      | Volkswagen             | Automobilový                                      | Wolfsburg, Německo             | 293,685   |
| 2      | Uniper                 | Elektrická síť                                    | Düsseldorf, Německo            | 288,309   |
| 3      | TotalEnergies          | Ropa a plyn                                       | Paříž, Francie                 | 263,310   |
| 4      | Stellantis             | Automobilový                                      | Amsterdam, Nizozemsko          | 188,888   |
| 5      | Mercedes-Benz Group    | Automobilový                                      | Stuttgart, Německo             | 157,782   |
| 6      | Électricité de France  | Elektrická síť                                    | Paříž, Francie                 | 150,902   |
| 7      | BMW                    | Automobilový                                      | Mnichov, Německo               | 149,991   |
| 8      | Enel                   | Elektrická síť                                    | Řím, Itálie                    | 147,790   |
| 9      | Eni                    | Ropa a plyn                                       | Řím, Itálie                    | 140,607   |
| 10     | Allianz                | Finanční služby                                   | Mnichov, Německo               | 129,059   |
| 11     | E.ON                   | Elektrická síť                                    | Essen, Německo                 | 121,646   |
| 12     | Deutsche Telekom       | Telekomunikace                                    | Bonn, Německo                  | 120,108   |
| 13     | Engie                  | Elektrická síť                                    | Paříž, Francie                 | 109,175   |
| 14     | Axa                    | Finanční služby                                   | Paříž, Francie                 | 109,067   |
| 15     | DHL Group              | Logistika                                         | Bonn, Německo                  | 99,324    |
| 16     | Banco Santander        | Finanční služby                                   | Santander, Španělsko           | 99,231    |
| 17     | Bosch                  | Konglomerát                                       | Gerlingen, Německo             | 92,777    |
| 18     | BASF                   | Chemikálie                                        | Ludwigshafen am Rhein, Německo | 91,847    |
| 19     | Ahold Delhaize         | Maloobchod                                        | Zaandam, Nizozemsko            | 91,486    |
| 20     | Carrefour              | Maloobchod                                        | Paříž, Francie                 | 90,062    |
| 21     | BNP Paribas            | Finanční služby                                   | Paříž, Francie                 | 88,564    |
| 22     | Crédit Agricole        | Finanční služby                                   | Paříž, Francie                 | 86,471    |
| 23     | Assicurazioni Generali | Finanční služby                                   | Terst, Itálie                  | 85,750    |
| 24     | Dior                   | Luxusní zboží                                     | Paříž, Francie                 | 83,283    |
| 25     | Maersk                 | Nákladní doprava                                  | Svendborg, Dánsko              | 81,529    |
| 26     | ArcelorMittal          | Ocel                                              | Lucemburk, Lucembursko         | 79,844    |
| 27     | Siemens                | Konglomerát                                       | Berlín, Německo                | 77,860    |
| 28     | Munich Re              | Finanční služby                                   | Mnichov, Německo               | 75,747    |
| 29     | Repsol                 | Ropa                                              | Madrid, Španělsko              | 72,536    |
| 30     | Vinci SA               | Konstrukce                                        | Nanterre, Francie              | 65,750    |
| 31     | OMV                    | Petrochemie                                       | Vídeň, Rakousko                | 65,523    |
| 32     | SocGen                 | Finanční služby                                   | Paříž, Francie                 | 63,417    |
| 33     | Orlen                  | Ropa                                              | Płock, Polsko                  | 62,326    |
| 34     | Airbus                 | Vzdušný a kosmický prostor                        | Leiden, Nizozemsko             | 61,805    |
| 35     | Accenture              | Poradenství v oblasti informačních technologií    | Dublin, Irsko                  | 61,594    |
| 36     | Louis Dreyfus Company  | Zemědělství                                       | Rotterdam, Nizozemsko          | 59,931    |
| 37     | Deutsche Bahn          | Železniční doprava                                | Berlín, Německo                | 59,210    |
| 38     | EnBW                   | Elektrické služby                                 | Karlsruhe, Německo             | 58,901    |
| 39     | AB InBev               | Nápoje                                            | Lovaň, Belgie                  | 57,786    |
| 40     | Iberdrola              | Elektrická síť                                    | Bilbao, Španělsko              | 56,741    |
| 41     | Talanx                 | Finanční služby                                   | Hannover, Německo              | 56,029    |
| 42     | Saint-Gobain           | Stavební materiály                                | Paříž, Francie                 | 53,847    |
| 43     | Daimler Truck          | Automobilový                                      | Stuttgart, Německo             | 53,582    |
| 44     | Bayer                  | Léčiva, chemikálie, biotechnologie, zdravotnictví | Leverkusen, Německo            | 53,365    |
| 45     | LyondellBasell         | Chemikálie                                        | Rotterdam, Nizozemsko          | 50,451    |
| 46     | Renault                | Automobilový                                      | Paříž, Francie                 | 49,924    |
| 47     | Edeka                  | Maloobchod                                        | Hamburk, Německo               | 49,481    |
| 48     | Energi Danmark Group   | Energetický trh                                   | Aarhus, Dánsko                 | 48,717    |
| 49     | ING Group              | Finanční služby                                   | Amsterdam, Nizozemsko          | 48,062    |
| 50     | Sanofi                 | Léčiva, biotechnologie, zdravotnictví             | Paříž, Francie                 | 47,738    |